# كورتيس رايت (ملحن)
كورتيس رايت (بالإنجليزية: Curtis Wright)‏ هو مغني وملحن ومغن مؤلف أمريكي، ولد في 6 يونيو 1955 في هنتينغدون في الولايات المتحدة.

## وصلات خارجية
- كورتيس رايت على موقع ميوزك برينز (الإنجليزية)
- كورتيس رايت على موقع ديسكوغز (الإنجليزية)